# Liste ehemaliger Synagogen in der Pfalz
Die folgende Liste führt die ehemaligen Synagogen der Pfalz auf, das sind zum einen die zerstörten, sowie die heute anderweitig genutzten Gebäude auf dem Gebiet der Pfalz.
Von den Synagogen konnten einige der Zerstörung durch die Nationalsozialisten während der Novemberpogrome 1938 entgehen. Bei den erhaltenen Gotteshäusern handelt es sich meist um Gebäude, die von ihren Gemeinden oft Jahrzehnte zuvor aufgegeben worden waren, oder deren Vernichtung aufgrund der Nähe zu angrenzenden Häusern nicht oder nur unvollständig vollzogen wurde.

## Auswahl (wird ergänzt)
Die Liste ist sortierbar.
Status:
- a = abgerissen
- g = geschändet
- u = umgewidmet
- z = zerstört

| Ort                | Synagoge             | Bestand              | Status | Bemerkungen                                         | Bild                        |
| ------------------ | -------------------- | -------------------- | ------ | --------------------------------------------------- | --------------------------- |
| Bobenheim-Roxheim  | Synagoge Roxheim     | 1889–1930            | u a    | um 1930 verkauft, Wohnhaus, um 2017 abgerissen      | Synagoge Roxheim (2008)     |
| Böhl               | Synagoge Böhl        | 1840–1938            | g a    | 1938 verwüstet, 1940 abgebrochen                    | Synagoge Böhl               |
| Brücken (Pfalz)    | Synagoge Brücken     | 1833–1891            | u      | 1927 profaniert und verkauft                        | Synagoge Brücken            |
| Deidesheim         | Synagoge Deidesheim  | 1852–1936            | u      | 1936 profaniert und verkauft                        | Synagoge Deidesheim         |
| Dirmstein          | Synagoge Dirmstein   | 1858–1933            | u      | 1918 leerstehend, 1933 profaniert                   | Synagoge Dirmstein          |
| Frankenthal        | Synagoge Frankenthal | 1885–1938            | g z    | 1938 verwüstet, 1943 Bombenschäden, Abriss vor 1953 | Synagoge Frankenthal        |
| Fußgönheim         | Synagoge Fußgönheim  | 1842–1928            | u      | 1936 profaniert, 1996 Deutsches Kartoffelmuseum     | Synagoge Fußgönheim         |
| Germersheim        | Synagoge Germersheim | 1863–1933            | u      | 1938 profaniert (März)                              | Synagoge Germersheim        |
| Grünstadt          | Synagoge Grünstadt   | 1757–1938            | u      | 1938 geschändet, 1939 profaniert                    | Synagoge Grünstadt          |
| Heßheim            | Synagoge Heßheim     | 1840–1911            | a      | 1911 verkauft, 1912 neu überbaut                    |                             |
| Kirchheim am Eck   | Synagoge Kirchheim   | 1890–1938            | g u    | 1938 geschändet, 1970 umgebaut                      | Synagoge Kirchheim          |
| Mutterstadt        | Synagoge Mutterstadt | 1838–1938 1904 Umbau | g z    | 1938 geschändet und zerstört                        | Synagoge Mutterstadt        |
| Ruchheim           | Synagoge Ruchheim    | 1881–1938            | g u    | 1938 geschändet, 1953 verkauft                      | Synagoge Ruchheim           |
| Rülzheim           | Synagoge Rülzheim    | 1833–1938            | g u    | 1938 geschändet, 1953 verkauft                      | Synagoge Rülzheim           |
| Weisenheim am Berg | Synagoge Weisenheim  | 1832–1900            | u      | 1909 profaniert                                     | Synagoge Weisenheim am Berg |